# Paul Bircher
Ernest Augustus Paul Bircher (ur. 11 grudnia 1928 w Kensington, zm. 6 października 2019) – brytyjski wioślarz, srebrny medalista olimpijski.
Kształcił się w Radley College i Christ’s College University of Cambridge. Trzykrotnie startował w The Boat Race, w latach 1948, 1949 i 1950 odnosił zwycięstwa. Osada Cambridge z 1948 była pierwszą w historii, która wygrała Boat Race w czasie poniżej 18 minut. Rekord ten został pobity w 1974.
Wystąpił na igrzyskach olimpijskich w Londynie w 1948 roku, gdzie Brytyjczycy w składzie: Chris Barton, Michael Lapage, Guy Richardson, Paul Bircher, Paul Massey, Brian Lloyd, David Meyrick, Alfred Mellows i Jack Dearlove (sternik) wywalczyli srebrny medal w ósemkach. W finale o 10,2 sekundy przegrali z osadą Stanów Zjednoczonych, a o 3,4 sekundy wyprzedzili Norwegów. Był to jego jedyny start olimpijski.